# Kevin Bacon
Kevin Norwood Bacon (sinh ngày 8 tháng 7 năm 1958) là một diễn viên điện ảnh và sân khấu kiêm nhạc sĩ người Mỹ. Ông có những vai diễn để đời trong các phim National Lampoon's Animal House, Diner, Footloose, Flatliners, Wild Things, A Few Good Men, JFK, The River Wild, Murder in the First, Apollo 13, Hollow Man, Stir of Echoes, Trapped, Mystic River, The Woodsman, Friday the 13th, Death Sentence, Frost/Nixon, X-Men: First Class, và Tremors. Hiện Kevin đang tham gia vào sê ri phim truyền hình The Following của Fox.
Bacon đã nhận được giải Quả cầu vàng và Giải thưởng của Hội Diễn viên Điện ảnh, được đề cử cho một giải Emmy và được The Guardian xướng tên trong số những diễn viên xuất sắc nhất chưa bao giờ được đề của cho giải Oscar. Năm 2003, Bacon đã có tên trên đại lộ Danh vọng Hollywood.

## Thời trẻ
Bacon được sinh ra và lớn lên trong một gia đình có sáu người con ở Philadelphia, Pennsylvania. Mẹ của anh, Ruth Hilda (tên thời trẻ Holmes; 1916–1991), dạy ở một trường tiểu học và là một nhà hoạt động vì tự do, trong khi cha anh, Edmund Bacon (2 tháng 5 năm 1910 – 14 tháng 10 năm 2005), là một kiến trúc sư xuất chúng và một người Philadelphia lỗi lạc; ông đã nhiều năm là giám đốc điều hành của Ủy ban Quy hoạch thành phố Philadelphia. Năm 1975 khi 16 tuổi, Bacon đã giành được học bổng toàn phần và theo học Trường nghệ thuật thống đốc bang Pennsylvania (Pennsylvania Governor's School for the Arts) ở đại học Bucknell,. Đây là một khóa học nghệ thuật năm tuần do bang tài trợ dạy về sân khấu do tiến sĩ Glory Van Scott giảng dạy. Trải nghiệm tại đây
đã chắp cánh cho niềm đam mê nghệ thuật của Bacon.

## Sự nghiệp diễn xuất

### Điện ảnh
| Năm  | Tên phim | Vai diễn | Ghi chú |
| ---- | -------- | -------- | ------- |
| 2024 | MaXXXine |          |         |